# Atari Mindlink

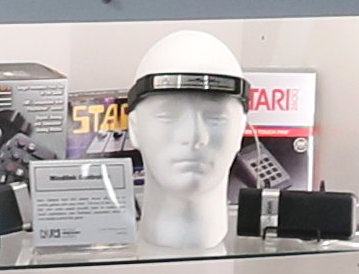
Prototipo esposto al National Videogame Museum

L'Atari Mindlink, scritto anche MindLink, è un prototipo di periferica annunciata dalla Atari nel 1984 per le console Atari 2600 e Atari 7800 e i computer Atari 8-bit, ma mai entrata in produzione. Avrebbe dovuto essere un controller innovativo, pubblicizzato come in grado di interpretare i movimenti che il giocatore "pensa" (da cui il nome, traducibile "collegamento mentale"), di fatto rilevando l'attività muscolare della fronte della persona che lo usa, senza mani.

## Funzionamento
Consiste in una fascia elastica da indossare sulla fronte, contenente un sensore del movimento delle sopracciglia e dei muscoli frontali. La fascia è collegata con un breve cavo a un trasmettitore a infrarossi, da appoggiare vicino al giocatore, che comunica a distanza con il corrispondente ricevitore, a sua volta collegato con un breve cavo alla porta joystick Atari della console o computer.
Il sensore si basa sulla rilevazione dei deboli impulsi elettrici legati all'attivazione dei muscoli (come nell'elettromiografia), tramite tre piastrine di contatto metalliche.
La fascia si allaccia con una chiusura a strappo sul retro della testa.
Trasmettitore e ricevitore hanno le dimensioni di una piccola radiolina dell'epoca e funzionano fino alla distanza di circa 6 metri.
L'eventuale interruzione del collegamento infrarosso può essere rilevata per mettere automaticamente in pausa il programma, se ad esempio il giocatore deve allontanarsi momentaneamente dalla console.

## Storia
Lo sviluppo del Mindlink è attribuito principalmente alla Atari-Wong di Hong Kong. Un gruppo cinese affiliato all'azienda progettò la fascia e la struttura esterna dei ricetrasmettitori, sotto la direzione di Anthony Jones dell'Atari. L'elettronica fu progettata alla Atari-Wong da Jim Scudder, un consulente dell'Atari, e da Bill Lapham, ingegnere senior dell'Atari. Test ufficiali della periferica presso la casa madre non vennero mai fatti. Secondo Lapham, con il primo prototipo l'utente impiegava circa 10 minuti per abituarsi al sistema, dopodiché i muscoli cominciavano a inviare una quantità eccessiva di sollecitazioni, sovraccaricando il sistema; per mitigare il problema vennero riprogettati gli amplificatori di segnale per ridurre l'amplificazione di conseguenza.
Il Mindlink venne presentato a giugno 1984 al Consumer Electronics Show di Chicago. L'uscita commerciale negli Stati Uniti era prevista in autunno per le console e a inizio 1985 per i computer Atari XL, a un prezzo suggerito di 79 dollari. Inizialmente erano in progetto tre software: un clone di Breakout, un'avventura e un programma di rilassamento e biofeedback. Alla fiera furono effettivamente presentati due giochi compatibili per Atari 2600, Bionic Breakthrough e Mind Maze, e 6 unità funzionanti della periferica.
Sebbene oggi giri voce che la presentazione fu un insuccesso e che il prolungato movimento delle sopracciglia causasse mal di testa, sulla stampa di settore dell'epoca non risulta che il Mindlink avesse dato un'evidente impressione negativa.
Secondo la rivista Compute!, dopo lo scetticismo iniziale di alcuni membri della stampa, il Mindlink si dimostrò di facile uso, senza la necessità di dimenare tanto i muscoli della testa.
L'inviato di A.N.A.L.O.G. sostenne che fu ben impressionato dal MindLink e riuscì a giocare abbastanza bene a Bionic Breakthrough in circa un quarto d'ora di prova.
L'inviato di Computer and Video Games, dopo aver provato personalmente, non fu molto entusiasta del dispositivo, che giudicava un'idea interessante, ma dubitava che potesse adattarsi a giochi più complicati che richiedessero più dei movimenti direzionali di base.
Si profilava a lungo termine anche la possibilità di sfruttare sistemi di questo tipo per le persone disabili che hanno problemi con le periferiche convenzionali.
Nonostante la generale crisi del settore avvenuta poco prima, nei primi mesi del 1984 fu lanciata anche una campagna pubblicitaria televisiva statunitense del Mindlink.
Lo stesso anno tuttavia la divisione Home Computer dell'Atari venne venduta alla Tramel Technology di Jack Tramiel, creando l'Atari Corporation, e la nuova gestione decise di abbandonare subito lo stravagante progetto, nonostante le somme già investite.
Poco tempo dopo la Synapse Software mise in commercio un altro dispositivo simile, Relax, sempre basato su una fascia frontale che rileva gli impulsi elettrici muscolari. Relax fu venduto solo insieme a un pacchetto software apposito per computer e non come periferica generica.

## Videogiochi
I videogiochi specifici per la periferica, mai pubblicati ma esistenti come prototipi per Atari 2600, sono:
- Bionic Breakthrough, un clone di Breakout.[1] Si ottengono maggiori punteggi se il giocatore riesce a rilassarsi durante il gioco.[5][3] Il prototipo recuperato è di fatto una copia di Super Breakout con una schermata di calibrazione del Mindlink; non si sa se Atari intendesse produrlo commercialmente o solo usarlo come demo.[12]
- Mind Maze, uno strano gioco basato sull'indovinare immagini, come fanno gli illusionisti con la supposta percezione extrasensoriale. Il prototipo recuperato in realtà non fa uso del Mindlink.[1][13]
- Telepathy, gioco d'azione con sequenze di genere misto. Il prototipo recuperato è giocabile anche con il joystick. Non si sa se Atari intendesse produrlo commercialmente o solo usarlo come demo.[14]